# Goszyce (województwo opolskie)
Goszyce (dodatkowa nazwa w j. niem. Goschütz) – wieś w Polsce położona w województwie opolskim, w powiecie kędzierzyńsko-kozielskim, w gminie Bierawa.

## Nazwa
W alfabetycznym spisie miejscowości na terenie Śląska wydanym w 1830 roku we Wrocławiu przez Johanna Knie wieś występuje pod obecnie używaną, polską nazwą Goszyce oraz zgermanizowaną nazwą Goschütz. Ze względu na polskie pochodzenie nazistowska administracja III Rzeszy zmieniła w 1936 roku nazwę na nową, całkowicie niemiecką - Meisenbusch.

## Historia
Najstarsze wzmianki o wsi Goszyce pochodzą z 1534. W XVIII wieku wybudowano tutaj wysoki piec, w którym wypalano smołę. Według Słownika Geograficznego istniał on w latach 1700-1848. 
Od końca XVIII w. do 1933 r. roku gmina posiadała własna pieczęć, na której wizerunku umieszczono kosę w skos zwróconą ostrzem w prawo, po jej prawej stronie trzy kłosy, po lewej sześć kłosów.

## Zabytki
Do wojewódzkiego rejestru zabytków wpisana jest kaplica pw. św. Marii Magdaleny, z 1728 r., z zadaszeniem i zakrystią, drewniany, 1784 r.
inne zabytki:
- kościół pod wezwaniem Najświętszego Serca Pana Jezusa, pochodzący z 1932 r.

## Komunikacja: układ drogowy, PKS
- Przez Goszyce przechodzi droga wojewódzka 408.
- Przedsiębiorstwo Komunikacji Samochodowej S.A. posiada w Goszycach zlokalizowany przystanek.